# Herbert C. Brown
Herbert Charles Brown (Londres, 22 de mayo de 1912-Lafayette, Indiana, 19 de diciembre de 2004) fue un químico y profesor de origen británico, nacionalizado estadounidense, galardonado con el Premio Nobel de Química el año 1979, junto con el alemán Georg Wittig, «por su desarrollo del uso de compuestos de boro y fósforo en reacciones importantes en el campo de la síntesis orgánica».

## Biografía
Nació el año 1912 en la ciudad de Londres, hijo de inmigrantes judíos ucranianos. En 1914 emigró con sus padres a los Estados Unidos.
Estudió química en la Universidad de Chicago, donde se licenció en 1936 y doctoró en 1938. En 1947 fue nombrado profesor de química de la Universidad Purdue, donde ostentó el cargo de profesor emérito hasta su muerte.

## Investigaciones científicas
Durante la Segunda Guerra Mundial, mientras trabajaba junto a Hermann Irving Schlesinger, descubrió un método para la producción del borohidruro de sodio (NaBH4), que puede ser usado para producir boranos, compuestos de boro e hidrógeno. Sus trabajos con estos en el campo de la síntesis orgánica condujeron al descubrimiento del primer método general de síntesis asimétrica de enantiómeros puros.
En 1979 le fue concedido el Premio Nobel de Química junto con el alemán Georg Wittig «por su desarrollo del uso de compuestos de boro y fósforo en reacciones importantes en el campo de la síntesis orgánica».
Fue galardonado en 1981 con la medalla Priestley, concedida por la American Chemical Society.